# Hanna Leybrand

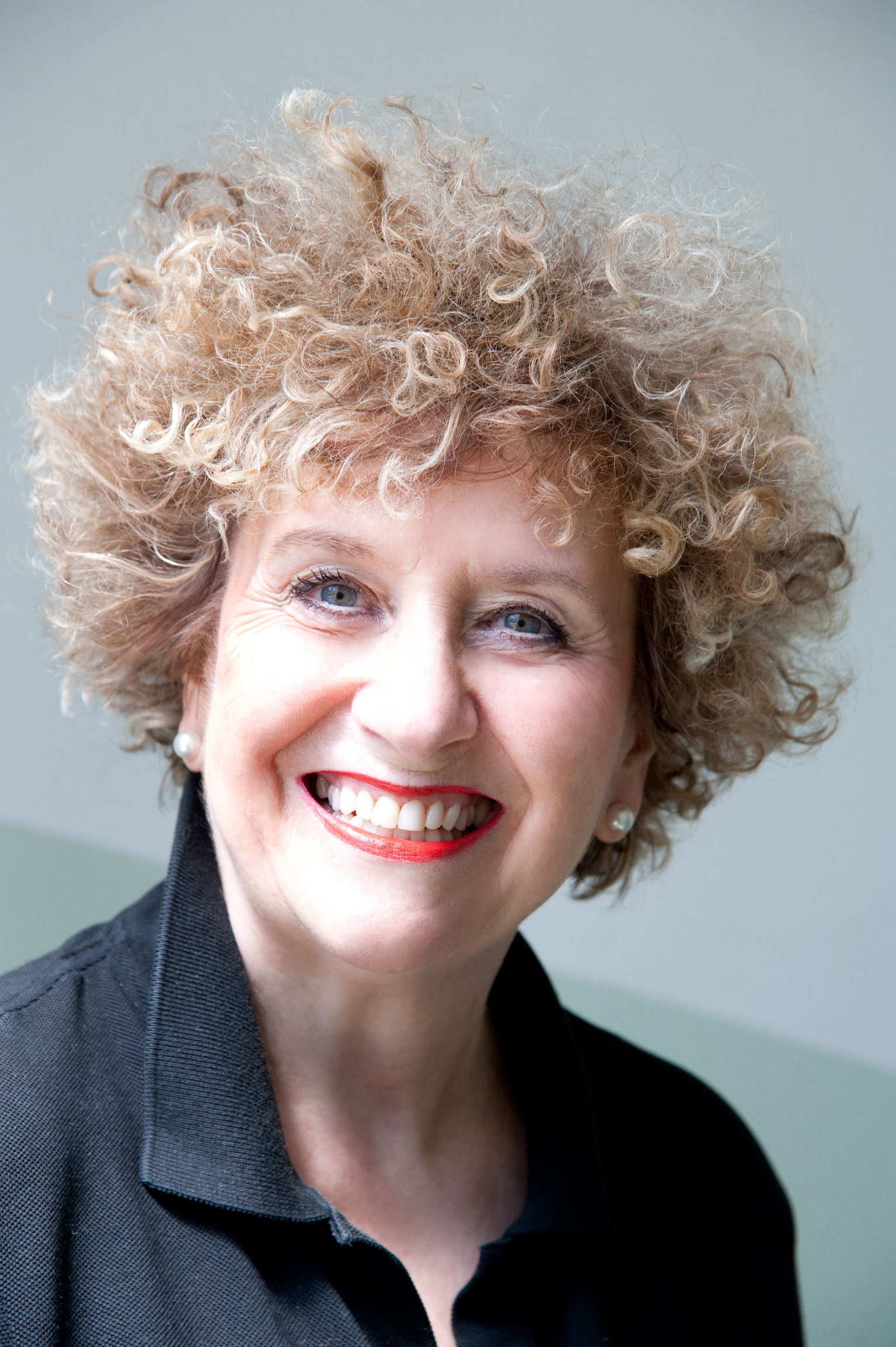
Hanna Leybrand (2014)

Hanna Leybrand (* 15. Juli 1945 in Passau; † 25. Mai 2017 in Heidelberg) war eine deutsche Schriftstellerin, Rezitatorin und Opernsoubrette.

## Leben
Leybrand studierte nach dem Besuch des humanistischen Gymnasiums Leopoldinum in ihrer Heimatstadt an der Universität Heidelberg Romanistik, Latinistik und Philosophie. In Heidelberg und Mannheim ließ sie sich im Gesangsfach ausbilden. Nach zahlreichen Veröffentlichungen in Tageszeitungen, Zeitschriften und Anthologien erschien 2003 ihr erster Gedichtband im Manutius Verlag Heidelberg. Leybrand war Kuratorin für Literatur der Kulturstiftung Rhein-Neckarkreis.

## Werk
Leybrands Gedichte leben von der Musikalität ihrer Sprache und der Variation der Sprechformen und Pointen. Bereits die Genreangabe des ersten Bands „Gedichte nicht nur von der Liebe“ gibt ein Arbeitsmotto ihres weiteren literarischen Werks vor. Durch intertextuelle Anspielungen und Reminiszenzen, auch Parodien und Kontrafakturen entstehen vielschichtige Bedeutungsebenen. Neben einigen deutschsprachigen Lyrikerinnen (wie Ingeborg Bachmann) wurde Hanna Leybrand bewegt und teilweise auch beeinflusst von großen Poeten der Romania (darunter Rafael Alberti).
Nicht sicher
Es ist nicht sicher Bruder

dass wir uns finden

die wir uns suchen

dass wir uns sehen

wenn wir uns begegnen

dass wir uns erkennen

wenn wir uns lieben

dass wir uns wiedererkennen

anderntags
Während die frühen Erzählungen pointierte literarische Miniaturen, aber auch schon weitläufigere Erzähltexte präsentieren, tendieren zum Beispiel das jüngere Werk Sebastian aus dem Buch Das Nest oder der erotische Doppelroman Tigerküsse zur komplexen narrativen Großform. Charakteristisch für Leybrand sind genaue Landschaftsschilderungen, eindringliche Alltagsbeobachtungen, ihre tragisch-komischen, teils skurrilen Figuren, nicht zuletzt ihre Leitfragen nach den Gründen und Abgründen des Glücks.

## Bücher
Im Manutius Verlag erschienen:
- Schafft die Träume ab. Gedichte nicht nur von der Liebe, Heidelberg 2003
- Der Chaosforscher. Geschichten & Kurzprosa, Heidelberg 2005
- Der Schwarzwaldschamane. Geschichten & Kurzprosa, Heidelberg 2006
- Tage in Weiß und Blau. Gedichte, Heidelberg 2007
- Das Nest. Neue Prosa – Neue Lyrik, Heidelberg 2011
- Tigerküsse. Zwei kleine Romane, Heidelberg 2014
- Wilhelm Kühlmann: Fäden im Labyrinth. Literarische Streifzüge 1984–2004, hrsg. von Jost Eickmeyer und Hanna Leybrand, Heidelberg 2009

## Auszeichnungen
- 1995, Preis des Internationalen Lyrikwettbewerbs („Diploma di merito speciale“) in Benevent/Italien
- 2001, zweiter Platz beim Mannheimer Literaturpreis für Lyrik